# マルセル・ヘーリッヒ
マルセル・ヘーリッヒ（Marcel Höhlig、1979年4月14日 - ）は、ドイツ、ザクセン州フォークトラント郡Rodewisch出身の元ノルディック複合選手。

## プロフィール
WSV Oberhofで1987年にスキーを始めた。2001年11月23日（フィンランド、クオピオ）にノルディック複合・ワールドカップデビュー、11位となった。
2002年のソルトレイクシティオリンピックで個人スプリント25位、団体銀メダルの成績を残した。